# Митрофановка (Кировоградская область)
Митрофа́новка (укр. Митрофанівка) — село в Новгородковской поселковой общине Кропивницкого района Кировоградской области Украины.
До 2020 года входило в Новгородковский район
Население по переписи 2001 года составляло 985 человек. Почтовый индекс — 28210. Телефонный код — 5241. Код КОАТУУ — 3523482901.

## Уроженцы
- Полоз, Пётр Варнавович — лётчик, Герой Советского Союза (лишён звания)
- Сидоренко Пётр Иванович — директор Кировоградского медицинского колледжа им. Е. О. Мухина, кандидат медицинских наук, доцент, заслуженный врач Украины.
- Анатолий Никитович Янев (род. 15.12.1945) —  член НСХУ с 1989 года. Закончил Киевский государственный художественный институт (1974), участник областных, республиканских и международных выставок. Лауреат областной премии имени А. Осмёркина (2005). Работы хранятся в музеях Украины и частных коллекциях Украины, США, Польши, Германии, Чехии.